# یونیفرم ما
یونیفرم ما یک انیمیشن کوتاه استاپ موشن ایرانی به نویسندگی، کارگردانی و تهیه کنندگی یگانه مقدم محصول سال ۲۰۲۳ است. این فیلم نامزد جایزه اسکار بهترین پویانمایی کوتاه در نود و ششمین دوره جوایز اسکار شد.

## خلاصه داستان
مقدم در این فیلم تجربه خود را از پوشیدن حجاب به عنوان لباس مدرسه در یک مدرسه دخترانه ایرانی به یاد می‌آورد و می‌گوید که چگونه دیدگاه او نسبت به حجاب با مهاجرت به آمریکا تغییر کرد.

## تولید
مقدم در سپتامبر ۲۰۲۲ و در بحبوحه اعتراضات مهسا امینی، زمانی که برای مستندسازی تجربیات خود با حجاب الهام گرفت، کار روی این فیلم را آغاز کرد. اگرچه مقدم خود این فیلم را نوشته و کارگردانی کرده است، اما او آن را «در اصل یک پروژه خانوادگی» توصیف کرده است، پدرش جلیل مقدم در تهیه کنندگی آن، مادرش در گلدوزی کمک می کند و برادرش بسته سینمای دیجیتال فیلم را ایجاد می کند.
این فیلم در حالت استاپ موشن با استفاده از پارچه چروک حجاب به عنوان یک بوم، با شخصیت های روی هم قرار گرفته با مداد رنگی کشیده شده است. مقدم درباره الهام خود از مدیوم انیمیشن این فیلم گفت: «همیشه دوست داشتم درباره این لباس «همیشگی» فیلمی بسازم که مانند پس‌زمینه یا بوم نقاشی باشد که تمام فعالیت‌های روزانه ما روی آن منعکس شود.

## نقدها
یونیفرم ما به طور کلی نقدهای مطلوبی از منتقدان دریافت کرد. در نقدی برای نیویورک تایمز، مایا فیلیپس نوشت که مقدم «تعملی مختصر در مورد لباس مدرسه‌اش و روش‌هایی که قوانین مد محدود فرهنگش به درک او از جنسیت و خودمختاری او شکل داده است، را در بر می‌گیرد» و افزود که این فیلم «خلاقانه‌ترین مفهوم انیمیشن» جایزه اسکار بهترین پویانمایی کوتاه را نشان می‌دهد. پیتر دبروژ در نوشتن برای Variety خلاقیت انیمیشن فیلم را ستود و خاطرنشان کرد که مقدم «به طور خلاقانه تکنیک‌های مختلفی را آزمایش می‌کند، لباس‌ها را برای نشان دادن حرکت و طراحی مستقیم روی پارچه‌های مختلف (مانند زمانی که زیپ‌شرت باز می‌شود تا افکار درون سر یک دختر جوان را آشکار کند.» «ماهیت ملموس انیمیشن واقعا قوی است، با پارچه‌ها، ابزارهای خیاطی و نخ‌هایی که داستان‌ها را به سبکی جذاب و سریع روایت می‌کنند،» و نتیجه‌گیری می‌کند: «ممکن است عمیق نباشد، اما ارزش تماشا کردن را دارد».

## جوایز
یونیفرم ما برای اولین بار در ۶ مه ۲۰۲۳ در جشنواره بین المللی فیلم Animayo اسپانیا [es] نمایش داده شد، جایی که برنده جایزه بزرگ هیئت داوران و جایزه بهترین تکنیک ترکیبی شد. همچنین برنده جایزه ژان لوک زیبراس برای اولین فیلم در جشنواره بین المللی فیلم انیمیشن انسی ۲۰۲۳ شد. این فیلم نامزد جایزه اسکار بهترین پویانمایی کوتاه در نود و ششمین دوره جوایز اسکار شد.